# Danh sách trại tập trung của Đức Quốc Xã
Dưới đây là danh sách từng phần các trại tập trung của Đức Quốc Xã được dựng lên khắp châu Âu trong thời Thế chiến thứ hai và Holocaust. Một danh sách đầy đủ hơn đã được lập ra năm 1967 bởi Bộ Tư pháp Đức gồm khoảng 1.200 trại và phân trại ở các nước châu Âu do Đức Quốc Xã chiếm đóng, trong khi Jewish Virtual Library viết: "Có ước tính là Đức Quốc Xã đã lập ra 15.000 trại (tập trung) ở các nước bị chiếm đóng." Phần lớn các trại này đã bị phá hủy.
Những trại cuối cùng do Đức Quốc Xã lập ra phần lớn là từ năm 1939 tới 1942, nhằm mục đích giam các nhóm lớn tù nhân mà không đưa ra xét xử trước tòa án, trong đó có các người Do Thái, người Di-gan, người Slav, tù binh cùng nhiều người khác, bị chính quyền chiếm đóng không ưa. Trong quan điểm lịch sử (historiography) hiện đại, cụm từ trại tập trung đề cập tới một nơi đối xử tàn tệ, để cho đói, bắt lao động cưỡng bách, và giết người.
Một số dữ liệu trong bảng này được lấy từ The War Against the Jews (Chiến tranh chống người Do Thái) của Lucy Dawidowicz.

## Bảng liệt kê
Các trại hủy diệt được đánh dấu màu đỏ lợt,  trại tập trung được đánh dấu màu xanh dương lợt,  trại lao động được đánh dấu màu xám , trong khi các trại chuyển tiếp và các điểm tập hợp thì không tô màu. Các ghetto của Đức Quốc Xã không đưa vào danh sách này. Theo các dữ liệu trình bày trong bảng bên dưới, ước tính có 4.251.500 người đã chết trong các trại này. 
| Tên trại                               | Nước (ngày nay)  | Loại trại                                                        | Ngày sử dụng                                              | Số tù nhân ước tính            | Số tử vong ước tính                           | Phân trại                                                                                 | Trang Web                                             |
| -------------------------------------- | ---------------- | ---------------------------------------------------------------- | --------------------------------------------------------- | ------------------------------ | --------------------------------------------- | ----------------------------------------------------------------------------------------- | ----------------------------------------------------- |
| Alderney                               | Quần đảo Eo Biển | Trại lao động                                                    | tháng 1/1942 – tháng 6/1944                               | 6.000                          | 700                                           | Lager Borkum, Lager Helgoland, Lager Norderney, Lager Sylt                                |                                                       |
| Amersfoort                             | Hà Lan           | Trại tù và trại trung chuyển                                     | tháng 8/1941 – tháng 4/1945                               | 35.000                         | 1.000                                         |                                                                                           |                                                       |
| Arbeitsdorf                            | Đức              | Trại lao động                                                    | 8.4.1942 – 11.10.1942                                     |                                | tối thiểu 600                                 | không                                                                                     |                                                       |
| Auschwitz-Birkenau                     | Ba Lan           | Trại hủy diệt và lao động                                        | tháng 4/1940 – tháng 1/1945                               | tối thiểu 135.000 tháng 8/1944 | 1,100,000 min. out of 6,000,000 rec. arrivals | Danh sách 48 phân trại với mô tả tại Auschwitz-Birkenau State Museum                      | [ 5 ] [ 6 ] [ 7 ] [ 8 ]                               |
| Banjica                                | Serbia           | Trại tập trung                                                   | tháng 6/1941 – tháng 9/1944                               | 23.637                         | 3,849                                         |                                                                                           |                                                       |
| Bardufoss                              | Na Uy            | Trại tập trung                                                   | tháng 3/1944 – ????                                       | 800                            | 250                                           |                                                                                           |                                                       |
| Bełżec                                 | Ba Lan           | Trại hủy diệt                                                    | tháng 10/1941 – tháng 6/1943                              |                                | tối thiểu 434.508                             |                                                                                           |                                                       |
| Berga an der Elster (Berga, Thuringia) | Đức              | Trại lao động; phân trại của trại Buchenwald                     |                                                           |                                |                                               |                                                                                           |                                                       |
| Bergen-Belsen                          | Đức              | điểm tập hợp                                                     | tháng 4/1943 – tháng 4/1945                               |                                | 70.000                                        | 2                                                                                         |                                                       |
| Berlin-Marzahn                         | Đức              | Trước là nơi dừng chân, sau thành trại lao động cho người Di-gan | tháng 7/1936 –                                            |                                |                                               | không                                                                                     |                                                       |
| Bernburg                               | Đức              | điểm tập hợp                                                     | tháng 4/1942 – tháng 4/1945                               |                                | 100.000                                       | 2                                                                                         |                                                       |
| Bogdanovka                             | Moldova          | Trại tập trung                                                   | 1941                                                      | 54.000                         | 40.000                                        |                                                                                           |                                                       |
| Bolzano                                | Ý                | Chuyển tiếp                                                      | tháng 7/1944 – tháng 4/1945                               | 11.116                         |                                               |                                                                                           |                                                       |
| Bredtvet                               | Na Uy            | Trại tập trung                                                   | Fall, 1941 – tháng 5/1945                                 | tối thiểu 1.000                | ????                                          | không                                                                                     |                                                       |
| Breendonk                              | Bỉ               | Trại tù và lao động                                              | 20.9.1940 – tháng 9/1944                                  | tối thiểu 3.532                | tối thiểu 391                                 | không                                                                                     |                                                       |
| Breitenau                              | Đức              | "Trước là trại bỏ hoang, sau là trại lao động                    | tháng 6/1933 – tháng 3/1934, 1940–1945                    | 470 – 8.500                    |                                               |                                                                                           |                                                       |
| Buchenwald                             | Đức              | Trại lao động                                                    | tháng 7/1937 – tháng 4/1945                               | 250.000                        | 56.000                                        | Danh sách các phân trại của trại Buchenwald                                               |                                                       |
| Chełmno (Kulmhof)                      | Ba Lan           | Trại hủy diệt                                                    | tháng 12/1941 – tháng 4/1943, tháng 4/1944 – tháng 1/1945 |                                | tối thiểu 152.000                             |                                                                                           |                                                       |
| Crveni krst                            | Serbia           | Trại tập trung                                                   | 1941–1945                                                 | 30.000                         | 12.300                                        |                                                                                           |                                                       |
| Dachau                                 | Đức              | Trại lao động                                                    | tháng 3/1933 – tháng 4/1945                               | 200.000                        | 31.591                                        | Danh sách phân trại của trại Dachau                                                       | Lưu trữ ngày 5 tháng 2 năm 2007 tại Wayback Machine   |
| Drancy                                 | Pháp             | trại tù, trung chuyển                                            | 20.8.1941 – 17.8.1944                                     | 70.000                         |                                               | 3 trại phụ của Paris: trại Austerlitz, Lévitan và Bassano                                 |                                                       |
| Falstad                                | Na Uy            | Trại tù                                                          | tháng 12/1941 – tháng 5/1945                              |                                | tối thiểu 200                                 | không                                                                                     |                                                       |
| Flößberg (Frohburg)                    | Đức              | Trại lao động; phân trại Buchenwald                              | tháng 11/1944 – tháng 4/1945                              | 1.904                          | tối thiểu 235                                 |                                                                                           |                                                       |
| Flossenbürg                            | Đức              | Trại lao động                                                    | tháng 5/1938 – tháng 4/1945                               | tối thiểu 100.000              | 30.000                                        | Danh sách phân trại của trại Flossenbürg                                                  |                                                       |
| Pháo đài Romainville                   | Pháp             | Trại tù và trung chuyển                                          | 1940 – tháng 8/1944                                       | tối thiểu 8.100                | tối thiểu 200                                 | không                                                                                     | Lưu trữ ngày 23 tháng 7 năm 2019 tại Wayback Machine  |
| Pháo đài VII (Poznań)                  | Ba Lan           | Trại tập trung, giam giữ, trung chuyển                           | tháng 10/1939 – tháng 4/1944                              | tối thiểu 18.000               | tối thiểu 4.500                               |                                                                                           | Lưu trữ ngày 26 tháng 4 năm 2014 tại Wayback Machine  |
| Fossoli                                | Ý                | Trại tù và trung chuyển                                          | 5.12.1943 – tháng 11/1944                                 |                                |                                               | none                                                                                      |                                                       |
| Grini                                  | Na Uy            | Trại tù                                                          | 2.5.1941 – tháng 5/1945                                   | 19.788                         | 8                                             | Fannrem Bardufoss Kvænangen                                                               |                                                       |
| Gross-Rosen                            | Ba Lan           | Trại lao động; Nacht und Nebel camp                              | tháng 8/1940 – tháng 2/1945                               | 125.000                        | 40.000                                        | Danh sách phân trại của trại Gross-Rosen                                                  |                                                       |
| Herzogenbusch (Vught)                  | Hà Lan           | Trại tập trung                                                   | 1943 – mùa hè 1944                                        | 31.000                         | 750                                           | Danh sách phân trại của trại Herzogenbusch                                                |                                                       |
| Hinzert                                | Đức              | Điểm tập hợp và phân trại                                        | tháng 7/1940 – 14.000                                     | tối thiểu 302                  |                                               | Lưu trữ ngày 28 tháng 4 năm 2021 tại Wayback Machine                                      |                                                       |
| Janowska (Lwów)                        | Ukraina          | Ghetto; trại lao động, trung chuyển, trại hủy diệt               | tháng 9/1941 – tháng 11/1943                              |                                | tối thiểu 40.000                              | không                                                                                     | (see "A-Z")                                           |
| Trại tập trung Jasenovac               | Croatia          | Trại hủy diệt người Do Thái, người Serb và người Di-gan          | 1941–1945                                                 | tối thiểu 100.000 min.         | tối thiểu 100.000                             | Trại tập trung Stara Gradiška, Trại tập trung trẻ em Sisak, Donja Gradina, Jasenovac main |                                                       |
| Kaiserwald (Mežaparks)                 | Latvia           | Trại lao động                                                    | 1942 – 6.8.1944                                           | 20.000?                        |                                               | 16, kể cả Eleja-Meitenes                                                                  |                                                       |
| Kaufering/Landsberg                    | Đức              | Trại lao động                                                    | tháng 6/1943 – tháng 4/1945                               | 30.000                         | tối thiểu 14.500                              |                                                                                           | Lưu trữ ngày 1 tháng 4 năm 2016 tại Wayback Machine   |
| Kauen (Kaunas)                         | Litva            | Ghetto và trại giam                                              | ????                                                      |                                |                                               | Prawienischken                                                                            | Lưu trữ ngày 8 tháng 12 năm 2004 tại Wayback Machine  |
| Kemna                                  | Đức              | Trại tập trung                                                   | tháng 6/1933 – tháng 1/1944                               | 4.500                          |                                               | không                                                                                     | Lưu trữ ngày 8 tháng 12 năm 2011 tại Wayback Machine  |
| Klooga                                 | Estonia          | Trại lao động                                                    | Mùa hè 1943 – 28.9.1944                                   |                                | 2.400                                         |                                                                                           |                                                       |
| Koldichevo                             | Belarus          | Trại lao động                                                    | Mùa hè 1942 – tháng 6/1944                                |                                | 22.000                                        |                                                                                           |                                                       |
| Langenstein-Zwieberge                  | Đức              | phân trại của trại Buchenwald                                    | tháng 4/1944 – tháng 4/1945                               | 5.000                          | 2.000                                         |                                                                                           |                                                       |
| Le Vernet                              | Pháp             | Trại giam                                                        | 1939–1944                                                 |                                |                                               |                                                                                           |                                                       |
| Majdanek (KZ Lublin)                   | Ba Lan           | Trại hủy diệt                                                    | tháng 7/1941 – tháng 7/1944                               |                                | 78.000                                        |                                                                                           |                                                       |
| Malchow                                | Đức              | Trại lao động và trung chuyển                                    | Mùa đông 1943 – 8.5.1945                                  | 5.000                          |                                               |                                                                                           |                                                       |
| Maly Trostenets                        | Belarus          | Trại hủy diệt                                                    | tháng 7/1941 – tháng 6/1944                               |                                | 206.500 (chính thức) 65.000                   |                                                                                           | Lưu trữ ngày 8 tháng 5 năm 2013 tại Wayback Machine   |
| Mauthausen-Gusen                       | Áo               | Trại lao động                                                    | tháng 8/1938 – tháng 5/1945                               | 195.000                        | tối thiểu 95.000                              | Danh sách phân trại của trại Mauthausen                                                   |                                                       |
| Mechelen                               | Bỉ               | Trại trung chuyển                                                | tháng 7/1942 – tháng 9/1944                               | 25267 min.                     | 300 min.                                      | không                                                                                     |                                                       |
| Mittelbau-Dora                         | Đức              | Trại lao động                                                    | tháng 8/1943 – tháng 4/1945                               | 60.000                         | tối thiểu 20.000                              | Danh sách phân trại của trại Mittelbau                                                    |                                                       |
| Mittelsteine                           | Ba Lan           | Trại lao động; phân trại của trại Gross-Rosen                    | tháng 8/1944 – tháng 4/1945                               | 300 – 1.000                    | 10 – 20                                       | không                                                                                     |                                                       |
| Natzweiler-Struthof (Struthof)         | Pháp             | Trại lao động; Nacht und Nebel camp; trại hủy diệt               | tháng 5/1941 – tháng 9/1944                               | 40.000                         | 25.000                                        | Danh sách phân trại của trại Natzweiler-Struthof                                          |                                                       |
| Neuengamme                             | Đức              | Trại lao động                                                    | 13.12.1938 – 4.5.1945                                     | 106.000                        | 42.900+                                       | Danh sách phân trại của Trại tập trung Neuengamme                                         |                                                       |
| Niederhagen                            | Đức              | Trại tù & Trại lao động                                          | tháng 9/1941 – đầu năm 1943                               | 3.900                          | 1.285                                         | không                                                                                     | Lưu trữ ngày 16 tháng 12 năm 2004 tại Wayback Machine |
| Oberer Kuhberg                         | Đức              | Trại tập trung                                                   | tháng 11/1933 – 1935                                      |                                | 0                                             | Trước đây là Căn cứ Bộ binh Gleißelstetten (Pháo đài Ulm)                                 | Lưu trữ ngày 25 tháng 11 năm 2010 tại Wayback Machine |
| Ohrdruf                                | Đức              | Trại tập trung, lao động; Phân trại của trại Buchenwald          | tháng 11/1944 – tháng 4/1945                              | 11.700                         |                                               |                                                                                           |                                                       |
| Oranienburg                            | Đức              | Trại tập trung sớm                                               | tháng 3/1933 – tháng 7/1934                               | 3.000                          | tối thiểu 16 \|                               |                                                                                           |                                                       |
| Osthofen                               | Đức              | Điểm tập hợp                                                     | tháng 3/1933 – tháng 7/1934                               |                                |                                               |                                                                                           |                                                       |
| Płaszów                                | Ba Lan           | Trại lao động                                                    | tháng 12/1942 – tháng 1/1945                              | tối thiểu 150.000              | tối thiểu 9.000                               | Danh sách phân trại của trại Kraków-Płaszów                                               |                                                       |
| Ravensbrück                            | Đức              | Trại lao động cho phụ nữ                                         | tháng 5/1939 – tháng 4/1945                               | 150.000                        | tối thiểu 90.000                              | Danh sách phân trại của trại Ravensbrück                                                  | Lưu trữ ngày 8 tháng 3 năm 2021 tại Wayback Machine   |
| Risiera di San Sabba (Trieste)         | Ý                | Trại giam của cảnh sát                                           | tháng 9/1943 – 29.4.1945                                  | 25.000                         | 5.000                                         |                                                                                           |                                                       |
| Sachsenhausen                          | Đức              | Trại lao động                                                    | tháng 7/1936 – tháng 4/1945                               | tối thiểu 200.000              | 100.000                                       | Danh sách phân trại của trại Sachsenhausen                                                |                                                       |
| Sajmište                               | Serbia           | Trại hủy diệt                                                    | tháng 10/1941 – tháng 7/1944                              | 92.000                         | 23.000–47.000                                 |                                                                                           |                                                       |
| Salaspils                              | Latvia           | Trại lao động                                                    | tháng 10/1941 – Mùa hè 1944                               |                                | 2.000                                         |                                                                                           | Lưu trữ ngày 27 tháng 5 năm 2010 tại Wayback Machine  |
| Skrochowitz (Skrochovice)              | Cộng hòa Séc     | Trại lao động và trung chuyển                                    | tháng /1939 – tháng 12/1939, 1940-1943                    | 1939:700                       | 1939:13                                       |                                                                                           | Lưu trữ ngày 30 tháng 11 năm 2012 tại Wayback Machine |
| Sobibor                                | Ba Lan           | Trại hủy diệt                                                    | tháng 5/1942 – tháng 10/1943                              |                                | tối đa 200.000                                |                                                                                           |                                                       |
| Soldau                                 | Ba Lan           | Trại lao động                                                    | mùa đông 1939/40 – tháng 1/1945                           | 30.000                         | 13.000                                        |                                                                                           |                                                       |
| Stutthof                               | Ba Lan           | Trại lao động                                                    | tháng 9/1939 – tháng 5/1945                               | 110.000                        | 65.000                                        | Danh sách phân trại của trại Stutthof                                                     |                                                       |
| Theresienstadt (Terezín)               | Cộng hòa Séc     | Trại trung chuyển và Ghetto                                      | tháng 11/1941 – tháng 5/1945                              | 140.000                        | 35.000 min.                                   |                                                                                           |                                                       |
| Treblinka                              | Ba Lan           | Trại hủy diệt                                                    | tháng 7/1942 – tháng 11/1943                              |                                | 870.000                                       |                                                                                           |                                                       |
| Vaivara                                | Estonia          | Trại tập trung và trung chuyển                                   | 15.9.1943 – 29.2.1944                                     | 20.000                         | 950                                           | 22                                                                                        |                                                       |
| Warsaw                                 | Ba Lan           | Trại lao động và hủy diệt                                        | 1942–1944                                                 | tối đa 400.000                 | tối đa 200.000                                |                                                                                           |                                                       |
| Westerbork                             | Hà Lan           | Trại trung chuyển                                                | tháng 5/1940 – tháng 4/1945                               | 102.000                        |                                               |                                                                                           |                                                       |